# Sirens (Cher Lloyd)
"Sirens" is een nummer van de Britse singer-songwriter Cher Lloyd. De première van het nummer was op 14 maart 2014 en op diezelfde datum werd het nummer voor het eerst op de radio gedraaid. Het is tevens de tweede single van haar aanstaande tweede studioalbum Sorry I'm Late (2014). Het nummer kwam uit op 17 maart 2014, samen met de pre-order van het album. "Sirens" werd geprezen door muziekrecensenten, vooral vanwege de volwassen sound, Lloyds zang en het verschil ten opzichte van Lloyds vorige werk.

## Achtergrond en uitgave
Lloyd maakte op 8 maart 2014 bekend dat "Sirens" de tweede single van haar aanstaande album Sorry I'm Late zou worden. De première van de single was via het Amerikaanse radiostation Sirius XM Radio op 14 maart 2014. Het nummer werd uitgebracht op iTunes op 17 maart samen met de pre-order voor haar aanstaande album. Nadat bekend werd dat er een muziekvideo voor de single zou komen, beschreef Lloyd het nummer als "traanverwekkend, emotioneel en onbevreesd", en noemde ze het een van de beste nummers die ze ooit geproduceerd heeft. Het nummer heeft waarschijnlijk het doel terug te komen op de Britse markt na een pauze van bijna drie jaar.

## Muziekvideo
De muziekvideo voor "Sirens" kwam op 29 april 2014 uit via Lloyds Vevo-account. De video laat de gevolgen van drugsgebruik in een familie zien. In de video speelt Lloyd een vrouw van wie de echtgenoot betrokken is geraakt in drugshandel. Terwijl Lloyds personage zich ontfermt over het verzorgen van haar dochter, stormt de politie het huis binnen en arresteert haar partner. Lloyd brengt het bewijs daarna naar buiten en verbrandt het in een vat. Ze loopt terug naar binnen, waar ze met haar dochtertje op de vloer zit. In de "achter de schermen" beelden, maakt Lloyd bekend dat het verhaal van de video geïnspireerd is op een gebeurtenis uit haar jeugd, en dat het dochtertje in de video Lloyd op jongere leeftijd voorstelt. In een interview na de première onthult Lloyd dat het verhaal achter de video een gebeurtenis uit haar jeugd is, waar haar vader gearresteerd werd wanneer ze vijf jaar oud was.

## Live optredens
Op de dag van de première, 14 maart, uploadde Sirius XM Radio een live akoestische versie van de single. Lloyd bevestigde ook dat ze het nummer live uit zal voeren tijdens Demi Lovato's Neon Lights Tour, waar ze het voorprogramma verzorgt.

## Tracklist
- Digitale download

1. "Sirens" – 3:55

## Uitgavegeschiedenis
| Regio               | Datum         | Drager                  |
| ------------------- | ------------- | ----------------------- |
| Verenigde Staten    | 17 maart 2014 | Digitale download       |
| Verenigde Staten    | 8 april 2014  | Top 40/Mainstream radio |
| Verenigd Koninkrijk | 20 juli 2014  | Digitale download       |